# Red Hat Enterprise Linux
O Red Hat Enterprise Linux (RHEL) é um sistema operacional(pt-BR) ou sistema operativo(pt-PT?)GNU/Linux com foco para o mercado corporativo. É desenvolvido pela empresa Red Hat.

## História
Red Hat Enterprise Linux (RHEL) é uma distribuição GNU/Linux desenvolvida pela Red Hat. O Red Hat Enterprise Linux é lançado em versões de servidor para as plataformas x86, x86_64, Itanium, PowerPC e IBM System z, versões para mesa de trabalho são lançadas para as plataformas x86 e x86_64. Todo o suporte oficial, treinamento e o programa de certificação Red Hat são centrados na plataforma Red Hat Enterprise Linux.
O Red Hat Enterprise Linux não possui um ciclo de lançamentos fixo. Segundo Tim Burke, vice-presidente de Sistematização na Red Hat, o Red Hat Enterprise Linux 6 está em desenvolvimento e agendado para lançamento no primeiro semestre de 2010.
Quando a Red Hat lança uma nova versão do Red Hat Enterprise Linux, os clientes podem atualizar para a nova versão sem custos adicionais, desde que em possessão da assinatura atual (ex. o termo da assinatura ainda está em vigor).
A primeira proposta empresarial da Red Hat (Red Hat Linux 6.2E) consistia essencialmente da versão 6.2 do Red Hat Linux com diferentes níveis de suporte, e sem sistematização separada.
A primeira versão do Red Hat Enterprise Linux a carregar este nome entrou no mercado como "Red Hat Linux Advanced Server". Em 2003 a Red Hat rotulou o Red Hat Linux Advanced Server para "Red Hat Enterprise Linux AS", e adicionou duas variantes extras, Red Hat Enterprise Linux ES e Red Hat Enterprise Linux WS.
A cópia e distribuição exata da distribuição Red Hat Enterprise Linux completa não é permitida devido a restrições de marca registrada.  No entanto, há várias redistribuições do Red Hat Enterprise Linux sem recursos registrados como marca (como logotipos e o nome), como a distribuição CentOS.

## Variantes
Desde 2005 a Red Hat distribuiu quatro variantes do Red Hat Enterprise Linux:
- Red Hat Enterprise Linux AS para sistemas computacionais de missão crítica/empresariais;
- Red Hat Enterprise Linux ES para servidores com suporte em redes de trabalho;
- Red Hat Enterprise Linux WS para mesas de trabalho de usuários técnicos avançados ou computação de alta performance;
- Red Hat Desktop – para a implementação de computadores em uma empresa.

Há também edições "Acadêmicas" das variantes Mesa de trabalho e Servidor. Elas são oferecidas para escolas e estudantes, custam menos, e possuem suporte técnico da Red Hat como um extra adicional. Suporte online baseado no número de contatos com o cliente podem ser adquiridos separadamente.
Geralmente assume-se que os rótulos ES e AS significam, respectivamente, "Servidores menores" ("Entry-level Server" (em inglês)) e "Servidores Avançados" ("Advanced Server" (em inglês)). A razão disso é que a linha ES é realmente a base de produtos para servidores empresariais da companhia, enquanto que a AS é o linha mais avançada. No entanto, a Red Hat não especifica em lugar algum os significados de AS, ES e WS.
No Red Hat Enterprise Linux 5 há novas edições que substituem o antigo Red Hat Enterprise Linux AS/ES/WS/Desktop:
- Red Hat Enterprise Linux Advanced Platform (antigo AS)
- Red Hat Enterprise Linux (former ES) (limitado a 2 CPU-s)
- Red Hat Enterprise Linux Desktop com opções Estação de trabalho e Multi-SO
- Red Hat Enterprise Linux Desktop com opção Estação de trabalho (antigo WS)
- Red Hat Enterprise Linux Desktop com opção Multi-SO
- Red Hat Enterprise Linux Desktop (antigo Desktop)

A Red Hat também anunciou a sua edição "Mesa de trabalho Linux Global da Red Hat" ("Red Hat Global Desktop Linux" (em inglês)) "para mercados emergentes". Mas de acordo com uma publicação recente na mídia, a Red Hat desistiu completamente da ideia de um Desktop global. "Não haverá um consumidor para o desktop da Red Hat já que ele não será rentável".

## Relacionamento com distribuições livres ou da comunidade
Originalmente, a Red Hat baseou o Red Hat Enterprise Linux no Red Hat Linux, mas utilizando um ciclo de lançamentos muito mais conservador. Em versões subsequentes incluindo tecnologias da distribuição da comunidade patrocinada pela Red Hat, o Fedora Linux. O ciclo de lançamentos do Red Hat Enterprise Linux não seguem o do Fedora, que formam a base do Red Hat, portanto:
- Red Hat Linux 6.2 → Red Hat Linux 6.2E
- Red Hat Linux 7.2 → Red Hat Enterprise Linux 2.1
- Red Hat Linux 9 → Red Hat Enterprise Linux 3
- Fedora Core 3 → Red Hat Enterprise Linux 4
- Fedora Core 6 → Red Hat Enterprise Linux 5
- Fedora 12, 13 → Red Hat Enterprise Linux 6
- Fedora 19, 20 → Red Hat Enterprise Linux 7[7]
- Fedora 28 → CentOS Stream 8 → Red Hat Enterprise Linux 8
- Fedora 34 → CentOS Stream 9 → Red Hat Enterprise Linux 9
- Fedora 40 → CentOS Stream 10 → Red Hat Enterprise Linux 10

## Recompilações
Originalmente o produto da Red Hat, conhecido na época por Red Hat Linux, era disponibilizado livremente na internet para quem quisesse usufruí-lo, enquanto a Red Hat obtinha rendas com suporte. A Red Hat procedeu para dividir a sua linha de produtos em Red Hat Enterprise Linux que foi desenhada para ser estável e com termos de suporte de longa data para usuários empresariais e o 'Fedora' como um projeto e distribuição da comunidade, patrocinados pela Red Hat. O uso de marcas registradas impede cópias idênticas do Red Hat Enterprise Linux.
Já que o Red Hat Enterprise Linux é completamente baseado em Software Livre e aberto, a Red Hat torna disponível o código fonte completo para a sua distribuição empresarial através de seu sítio FTP para qualquer pessoa disposta a querê-lo. Deste modo, várias grupos compilaram suas próprias distribuições a partir dos códigos do Red Hat Enterprise Linux, típica mas não obrigatoriamente as únicas modificações consistem na remoção de referências a marcas registradas pela Red Hat e direcionamentos para sistemas que não seja os da Red Hat nos sistemas de atualização. Grupos que se empreenderam estas atividades incluem o CentOS, o mais popular deles desde março de 2009, Scientific Linux, White Box Enterprise Linux, Cisco Unified Communications Manager, StartCom Enterprise Linux, Pie Box Enterprise Linux, X/OS,, e o Lineox. Desde 2006 a Oracle também criou a sua própria compilação do Red Hat Enterprise Linux, chamada Oracle Enterprise Linux como parte do seu programa "Linux Inquebrável" ("Unbreakable Linux" (em inglês)), mas não provê um mecanismo gratuito para aplicar atualizações sem pagar uma taxa de serviço como na Red Hat.
Recompilações do Red Hat Enterprise Linux são gratuitas, mas não recebem suporte comercial ou serviços de consultoria da Red Hat e são privados de qualquer certificação de segurança via software ou hardware. Além disso, elas não obtêm acesso aos serviços da Red Hat, como por exemplo a Red Hat Network.

## Produtos Comerciais baseados no Red Hat Enterprise Linux
Um número de vendedores comerciais utilizam o Red Hat Enterprise Linux como base para o sistema operacional em seus produtos. Ao contrário do que se pensa,  VMware ESX não utiliza nenhuma versão de Linux para prover o seu hypervidor. O seu kernel é proprietário e foi desenvolvido pela própria VMware. A Service Console é um meio de acessar alguns comandos dentro do VMware ESX, porém esta roda acima do hypervidor, o que pode levar ao engano de algumas pessoas.

## Histórico de Versões
As várias versões do Red Hat Linux possuem Políticas de Suporte a Erratas um pouco diferentes.
- Red Hat Linux 6.2E (Zoot), 27 de março de 2000; há 25 anos

### RHEL 2.1
- Red Hat Enterprise Linux 2.1 AS (Pensacola), 26 de março de 2002; há 23 anos[10][11]
- Red Hat Enterprise Linux 2.1 ES (Panama), maio de 2003; há 22 anos

### RHEL 3
- Red Hat Enterprise Linux 3 (Taroon), 22 de outubro de 2003; há 21 anos. Utilizando Linux 2.4.21 (Release notes also for updates)
  - Atualização 1, 16 de janeiro de 2004; há 21 anos
  - Atualização 2, 18 de maio de 2004; há 21 anos
  - Atualização 3, 3 de setembro de 2004; há 20 anos
  - Atualização 4, 21 de dezembro de 2004; há 20 anos
  - Atualização 5, 20 de maio de 2005; há 20 anos
  - Atualização 6, 28 de setembro de 2005; há 19 anos
  - Atualização 7, 15 de março de 2006; há 19 anos
  - Atualização 8, 20 de julho de 2006; há 18 anos
  - Atualização 9, 15 de junho de 2006; há 19 anos
  - Atualização 10, 15 de junho de 2007; há 18 anos

### RHEL 4
- Red Hat Enterprise Linux 4 (Nahant), 15 de fevereiro de 2005; há 20 anos. Utilizando Linux 2.6.9
  - 4.1, também conhecido como Atualização 1, 9 de junho de 2005; há 20 anos (Release Notes)
  - 4.2, também conhecido como Update 2, 5 de outubro de 2005; há 19 anos (Atualização Notes)
  - 4.3, também conhecido como Update 3, 7 de março de 2006; há 19 anos (Release Notes)
  - 4.4, também conhecido como Atualização 4, 1 de agosto de 2006; há 18 anos (Release Notes)
  - 4.5, também conhecido como Update 5, 1 de maio de 2007; há 18 anos (Release Notes)
  - 4.6, também conhecido como Update 6, 15 de novembro de 2007; há 17 anos (Release Notes)
  - 4.7, também conhecido como Update 7, 24 de julho de 2008; há 16 anos (Release Notes)
  - 4.8, também conhecido como Update 8, 18 de maio de 2009; há 16 anos (Release Notes)

### RHEL 5
- Red Hat Enterprise Linux 5 (Tikanga), 14 de março de 2007; há 18 anos. Utilizando Linux 2.6.18 (Release notes)
  - 5.1, também conhecido como Atualização 1, 7 de novembro de 2007; há 17 anos (Release Notes)
  - 5.2, também conhecido como Atualização 2, 21 de maio de 2008; há 17 anos (Release Notes, single file)
  - 5.3, também conhecido como Atualização 3, 19 de janeiro de 2009; há 16 anos (Release Notes)
  - 5.4, também conhecido como Atualização 4, 2 de setembro de 2009; há 15 anos (Release Notes)
  - 5.5, também conhecido como Atualização 5, 30 de março de 2010; há 15 anos (kernel 2.6.18-194)
  - 5.6, também conhecido como Atualização 6, 13 de janeiro de 2011; há 14 anos (kernel 2.6.18-238)
  - 5.7, também conhecido como Atualização 7, 21 de julho de 2011; há 13 anos (kernel 2.6.18-274)
  - 5.8, também conhecido como Atualização 8, 20 de fevereiro de 2012; há 13 anos (kernel 2.6.18-308)
  - 5.9, também conhecido como Atualização 9, 7 de janeiro de 2013; há 12 anos (kernel 2.6.18-348)
  - 5.10, também conhecido como Atualização 10, 1 de outubro de 2013; há 11 anos (kernel 2.6.18-371)
  - 5.11, também conhecido como Atualização 11, 16 de setembro de 2014; há 10 anos (kernel 2.6.18-398)
  - 5.11+, Suporte de Ciclo de Vida Estendido (ELS), data de início: 31 de março de 2017; há 8 anos

### RHEL 6
O Red Hat Enterprise Linux 6 foi bifurcado do Fedora 12 e contém muitos recursos portados do Fedora 13 e 14.
- Red Hat Enterprise Linux 6 (Santiago), 10 de novembro de 2010; há 14 anos, uses Linux kernel 2.6.32-71[11]
  - 6.1, também conhecido como Atualização 1, 19 de maio de 2011; há 14 anos (kernel 2.6.32-131)
  - 6.2, também conhecido como Atualização 2, 6 de dezembro de 2011; há 13 anos (kernel 2.6.32-220)
  - 6.3, também conhecido como Atualização 3, 20 de junho de 2012; há 13 anos (kernel 2.6.32-279)
  - 6.4, também conhecido como Atualização 4, 21 de fevereiro de 2013; há 12 anos (kernel 2.6.32-358)
  - 6.5, também conhecido como Atualização 5, 21 de novembro de 2013; há 11 anos (kernel 2.6.32-431)
  - 6.6, também conhecido como Atualização 6, 13 de outubro de 2014; há 10 anos (kernel 2.6.32-504)
  - 6.7, também conhecido como Atualização 7, 22 de julho de 2015; há 9 anos (kernel 2.6.32-573)
  - 6.8, também conhecido como Atualização 8, 10 de maio de 2016; há 9 anos (kernel 2.6.32-642)
  - 6.9, também conhecido como Atualização 9, 21 de março de 2017; há 8 anos (kernel 2.6.32-696)
  - 6.10, também conhecido como Atualização 10, 19 de junho de 2018; há 7 anos (kernel 2.6.32-754)
  - 6 ELS +, Suporte de Ciclo de Vida Estendido  (ELS), data de início: 30 de novembro de 2020; há 4 anos

### RHEL 7
Red Hat Enterprise Linux 7 (Maipo) é baseado no Fedora 19, Linux 3.10, systemd 208, and GNOME 3.8 (rebaseado em GNOME 3.26 no RHEL 7.5). O primeiro beta foi anunciado em 11 de dezembro de 2013, e um candidato a lançamento foi disponibilizado em 15 de abril de 2014. Em 10 de junho de 2014, o Red Hat Enterprise Linux 7 foi oficialmente lançado.
- Red Hat Enterprise Linux 7.0 (Maipo), 10 de junho de 2014; há 11 anos (kernel 3.10.0-123)[11]
  - 7.1, também conhecido como Atualização 1, 5 de março de 2015; há 10 anos (kernel 3.10.0-229)[16]
  - 7.2, também conhecido como Atualização 2, 19 de novembro de 2015; há 9 anos (kernel 3.10.0-327)[17]
  - 7.3, também conhecido como Atualização 3, 3 de novembro de 2016; há 8 anos (kernel 3.10.0-514)[18]
  - 7.4, também conhecido como Atualização 4, 1 de agosto de 2017; há 7 anos (kernel 3.10.0-693)[19]
  - 7.5, também conhecido como Atualização 5, 10 de abril de 2018; há 7 anos (kernel 3.10.0-862)[20]
  - 7.6, também conhecido como Atualização 6, 30 de outubro de 2018; há 6 anos (kernel 3.10.0-957)[21]
  - 7.7, também conhecido como Atualização 7, 6 de agosto de 2019; há 5 anos (kernel 3.10.0-1062)[22]
  - 7.8, também conhecido como Atualização 8, 31 de março de 2020; há 5 anos (kernel 3.10.0-1127)[23]
  - 7.9, também conhecido como Atualização 9, 29 de setembro de 2020; há 4 anos (kernel 3.10.0-1160)[24]

### RHEL 8
Red Hat Enterprise Linux 8 (Ootpa) é baseado no Fedora 28, Linux 4.18, systemd 239, e GNOME 3.28. O primeiro beta foi anunciado em 14 de novembro de 2018. Red Hat Enterprise Linux 8 foi oficialmente lançado em 7 de maio de 2019.
- Red Hat Enterprise Linux 8.0, 7 de maio de 2019; há 6 anos (kernel 4.18.0)[26]
  - Red Hat Enterprise Linux 8.1, 5 de novembro de 2019; há 5 anos (kernel 4.18.0-147)[27]
  - Red Hat Enterprise Linux 8.2, 28 de abril de 2020; há 5 anos (kernel 4.18.0-193)[28]
  - Red Hat Enterprise Linux 8.3, 3 de novembro de 2020; há 4 anos (kernel 4.18.0-240)[11][29]
  - Red Hat Enterprise Linux 8.4, 19 de maio de 2021; há 4 anos (kernel 4.18.0-305)[11][30]
  - Red Hat Enterprise Linux 8.5, 9 de novembro de 2021; há 3 anos (kernel 4.18.0-348)[11][31]
  - Red Hat Enterprise Linux 8.6, 10 de maio de 2022; há 3 anos (kernel 4.18.0-372.9.1)[11][32]
  - Red Hat Enterprise Linux 8.7, 9 de novembro de 2022; há 2 anos (kernel 4.18.0-425.3.1)[11][33]

### RHEL 9
Red Hat Enterprise Linux 9 (Plow) é baseado no Fedora 34, Linux 5.14, systemd 250, e GNOME 40. O primeiro beta foi anunciado em 3 de novembro de 2021. Red Hat Enterprise Linux 9 foi oficialmente lançado em 17 de maio de 2022. Enquanto as versões anteriores do RHEL eram baseadas em uma variação do Fedora Linux, esta versão foi a primeira a ser promovida a downstream diretamente do CentOS Stream. Embora o CentOS Stream seja baseado em uma variação do Fedora Linux, ele marcou o início de um novo ciclo de desenvolvimento, que mantém o CentOS como um ponto intermediário público entre os dois sistemas operacionais.
- Red Hat Enterprise Linux 9.0, 17 de maio de 2022; há 3 anos (kernel 5.14.0-70.13.1)[11][35]
  - Red Hat Enterprise Linux 9.1, 15 de novembro de 2022; há 2 anos (kernel 5.14.0-162.6.1)[11][37]

### RHEL 10
Red Hat Enterprise Linux 10 (Coughlan) é baseado no Fedora 40, Linux 6.12, systemd 257, e GNOME 47. O primeiro beta foi anunciado em 11 de dezembro de 2024. Red Hat Enterprise Linux 10 foi oficialmente lançado em 20 de maio de 2025.
- Red Hat Enterprise Linux 10.0, 20 de maio de 2025; há 48 dias (kernel 6.12.0-55.9.1)[11][39]

## Leituras significativas
- Jang, Michael H. RHCE Red Hat Certified Engineer Linux Study Guide (RHEL 5). New York: McGraw-Hill. ISBN 978-0072264548
- Ghori, Asghar (2009). Red Hat Certified Technician & Engineer (RHEL 5). Reston: Global Village Publishing. ISBN 978-1615844302
- Fox, Tammy (2007). Red Hat Enterprise Linux 5 Administration Unleashed. Indianapolis, Ind.: Sams. ISBN 978-0672328923. OCLC 137291425
- McCarty, Bill (2004). Learning Red Hat Enterprise Linux and Fedora. Sebastopol, CA: O'Reilly. ISBN 978-0596005894. OCLC 55130915
- Negus, Christopher (2008). Fedora 9 and Red Hat Enterprise Linux Bible. Indianapolis, Ind.: Wiley. ISBN 978-0470373620. OCLC 222155845
- Sobell, Mark G. (2008). Practical Guide to Fedora and Red Hat Enterprise Linux. Upper Saddle River, NJ: Prentice Hall. ISBN 978-0137142958. OCLC 216616647
- Collings, Terry (2005). Red Hat Enterprise Linux 4 For Dummies. Hoboken, N.J.: Wiley. ISBN 978-0764577130. OCLC 58973830
- Petersen, Richard (2005). Red Hat Enterprise Linux & Fedora Core 4: The Complete Reference. London: McGraw-Hill. ISBN 978-0072261547. OCLC 62293551